# إريك بيشر
إريك بيشر (بالألمانية: Erich Becher)‏ (و. 1882 – 1929 م) هو مدرس، وفيلسوف، وعالم نفس، وأستاذ جامعي ألماني، ولد في رمشايد، كان عضوًا في الأكاديمية البافارية للعلوم والعلوم الإنسانية، توفي في ميونخ، عن عمر يناهز 47 عاماً.